# Brunete
 Brunete  é uma cidade espanhola situada nos arredores de Madrid, com uma população de 10.374 pessoas (Censos 2016).

## História
A Batalha de Brunete foi travada na área durante a Guerra Civil Espanhola. A batalha terminou em um impasse, mas foi visto como uma vitória tática dos nacionalistas.

## Património
- Praça Maior, monumento protegido, parcialmente destruído por um incêndio em 2015